# Чемпионство мира среди женщин (WWE)
Чемпионство мира среди женщин (англ. Women's World Championship) — женский чемпионский титул в реслинге, созданный и продвигаемый американским рестлинг-промоушном WWE на бренде Raw. Это один из двух женских одиночных титулов в основном ростере WWE, наряду с чемпионством WWE среди женщин.
Представлен 23 августа 2016 года на SmackDown Live под названием чемпионство WWE SmackDown среди женщин (англ. WWE SmackDown Women's Championship), в результате того, что оригинальный титул чемпиона WWE среди женщин стал собственностью бренда Raw. Первая чемпионка — Бекки Линч.
В результате драфта WWE 2023 года женские титулы Raw и SmackDown поменялись брендами. В июне 2023 года женское чемпионство WWE SmackDown было переименовано в чемпионство мира среди женщин.

## История создания

Дизайн пояса в 2016—2023 годах

19 июля 2016 года состоялось разделение на бренды, в результате которого тогдашний чемпионка WWE среди женщин Шарлотт была отобрана на бренд Raw, таким образом бренд SmackDown, остался без женского чемпионского титула. 23 августа 2016 года на одном из эпизодов SmackDown LIve, комиссар «синего бренда» Шейн Макмэн и генеральный менеджер Дэниел Брайан представили титул женского чемпиона SmackDown. Первый чемпион определился 11 сентября 2016 года на PPV Backlash (2016) в шестистороннем поединке на выбывание, между Алексой Блисс, Бекки Линч, Кармеллой, Наоми, Натальей и Никки Беллой. Победителем и первой чемпионой стала Бекки Линч.

### Разделение на бренды
| Дата перехода   | [ примечание 1 ]                                               |
| --------------- | -------------------------------------------------------------- |
| 19 июля 2016    | Титул чемпиона WWE среди женщин стал собственностью бренда Raw |
| Дата создания   | [ примечание 2 ]                                               |
| 23 августа 2016 | Был представлен титул чемпиона WWE SmackDown среди женщин      |

## История титула

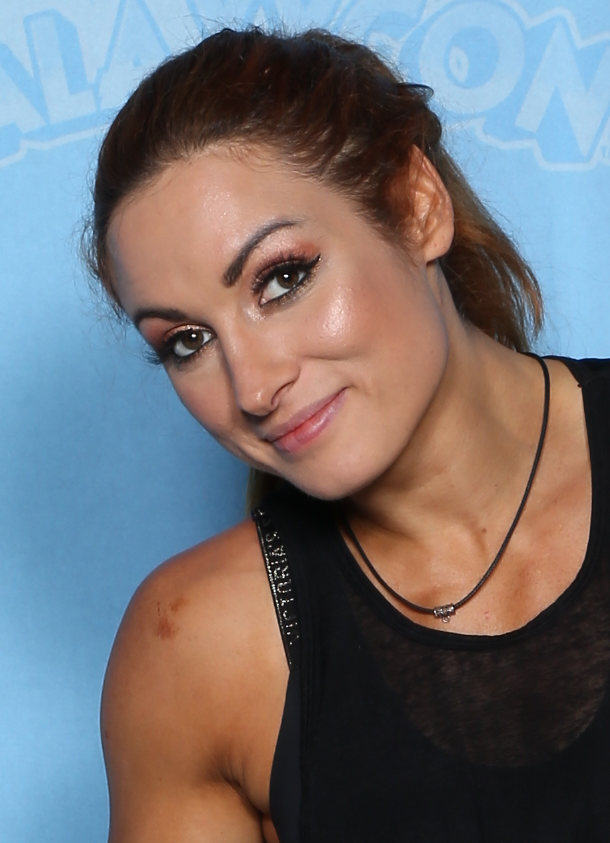
Первая чемпионка SmackDown после разделение на бренды в 2016, Бекки Линч

### Матч за первое чемпионство
| Выбыла     | Рестлер      | Устранила   | Метод устранения                                                           | Время |
| ---------- | ------------ | ----------- | -------------------------------------------------------------------------- | ----- |
| 1          | Алекса Блисс | Наоми       | При помощи Наталья, после приёма "повер бомба" Алекса Блисс была удержана. | 9:38  |
| 2          | Наоми        | Наталья     | После фиксации в болевой приём "шарпшутер" Наоми сдалась.                  | 10:52 |
| 3          | Наталья      | Никки Белла | После проведенного приёма "Rack Attack 2.0" Наталья была удержана.         | 12:00 |
| 4          | Никки Белла  | Кармелла    | После "сворачивания" Никки Белла была удержана.                            | 12:08 |
| 5          | Кармелла     | Бекки Линч  | После фиксации в болевой приём "Dis-Arm-Her" Кармелла сдалась.             | 14:40 |
| Победитель | Бекки Линч   | Бекки Линч  | Бекки Линч                                                                 | 14:40 |

## Статистика
| Рекорд                             | Обладатель    | Значение            | Примечания |
| ---------------------------------- | ------------- | ------------------- | --- |
| Наибольшее количество тайтл-рейнов | Шарлотт Флэр  | 7 раз               | На сегодняшний день только Шарлотт была 7 раз коронована. |
| Самое длительное чемпионство       | Бэйли         | 380 дней            | У неё также самое длительное комбинированное чемпионстово в 520 дней |
| Самое короткое чемпионство         | Шарлотт Флэр  | 4 минуты, 55 секунд | Забрала чемпионство у Бекки Линч на Money in the Bank (2019), но тут же проиграла его Бэйли, которая успешно реализовав свой контракт Money in the Bank выигранный тем же вечером. |
| Самый возрастной чемпион           | Аска          | 37 лет              | Завоевала титул на TLC: Tables, Ladders & Chairs (2018) в TLC матче с «Тройной угрозой» против Бекки Линч и Шарлотт Флэр                                                           |
| Самый молодой чемпион              | Алекса Блисс  | 25 лет              | Первое чемпионство, забрала титул у первой чемпионки Бекки Линч |
| Самый тяжёлый чемпион              | Бьянка Белэйр | 75 кг               | Забрала чемпионство у Саши Бэнкс в первую ночь WrestleMania 37 |
| Самый лёгкий чемпион               | Алекса Блисс  | 46 кг               | Трижды чемпионка Raw и дважды чемпионка SmackDown |

## Действующий чемпион
На 12 июля 2025 год  титул чемпионки WWE  вакантен

### Комментарии
1. ↑  Титул Чемпион WWE среди женщин стал собственностью бренда Raw
2. ↑  Был представлен титул Чемпион WWE SmackDown среди женщин

1. ↑  379 дней, как признают в WWE, 380 дней с момента завоевания и до проигрыша. Разница обусловленная комбинированием дней.